# Polderkapel

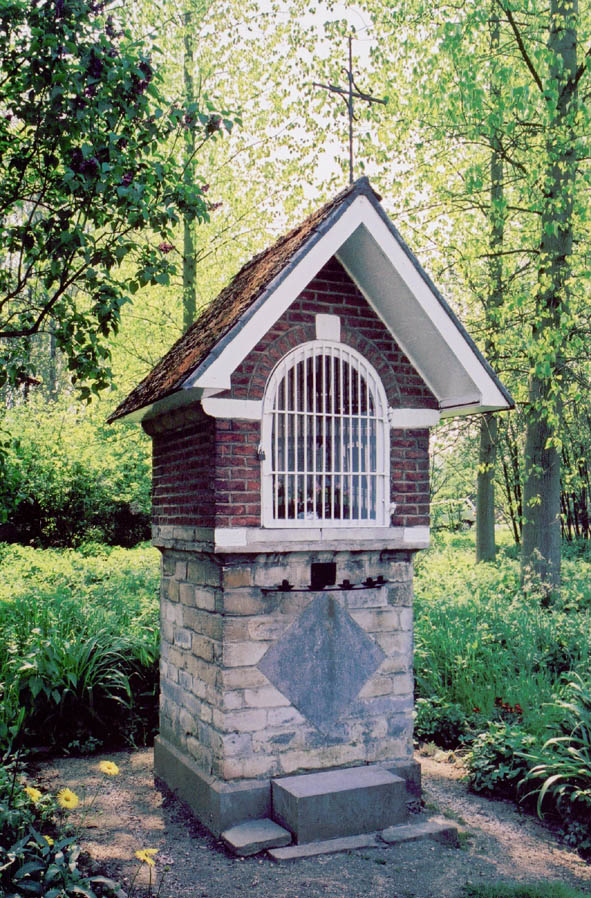
De Polderkapel

De Polderkapel is een bakstenen kapel in de 's Gravenmolenstraat te Grimbergen. Ze werd in 1847 opgericht op een stuk grond uit de Polderweide. Het bestaat uit een eenvoudig bakstenen blok waarin zich een diepe nis bevindt met het beeld van Onze-Lieve-Vrouw en de bloemen. De kapel werd in 1948 helemaal heropgebouwd.
Bij deze kapel werd gedurende vele jaren in gemeenschap de rozenkrans gebeden in de Maria-maand. In oktober was er de jaarlijkse Noveen. Het Mariabeeldje werd jaarlijks meegedragen in de Ommegang.
De kapel is eigendom van de gemeente.